# Schismatorhynchos heterorhynchos
Schismatorhynchos heterorhynchos és una espècie de peix cipriniforme de la família dels ciprínids.

## Morfologia
- Els mascles poden assolir 28,3 cm de longitud total.[4][5]

## Hàbitat
És un peix d'aigua dolça i de clima tropical (22 °C-26 °C).

## Distribució geogràfica
Es troba a Àsia: Sumatra i Borneo.